# Derocheilocaris katesae
Derocheilocaris katesae är en kräftdjursart som beskrevs av Noodt 1954. Derocheilocaris katesae ingår i släktet Derocheilocaris och familjen Derocheilocarididae. Inga underarter finns listade i Catalogue of Life.